# Beauval-en-Caux
Beauval-en-Caux – miejscowość i gmina we Francji, w regionie Normandia, w departamencie Sekwana Nadmorska.
Według danych na rok 1990 gminę zamieszkiwały 412 osoby, a gęstość zaludnienia wynosiła 27 osób/km² (wśród 1421 gmin Górnej Normandii Beauval-en-Caux plasuje się na 521. miejscu pod względem liczby ludności, natomiast pod względem powierzchni na miejscu 131.).